# 内務班
内務班（ないむはん）は、軍隊の営内居住者のうち軍曹以下の下士官及び兵を以て組織された居住単位である。

## 大日本帝国陸軍
大日本帝国陸軍の中隊等に平時において置かれた組織で、兵舎の中で下士官兵（明治・大正・昭和初期までは「下士卒」と呼んだ）が生活をする場合の最小単位であった。

### 概要
将校及び古参曹長以上の下士官は営外居住で、兵営の外の自宅（外地では官舎もあり、また入居者が維持する若年幹部用の寮もあった。その場合は営内の一画に別棟で設けられている場合が多い。憲兵は通常営内居住であるべき下士官兵であっても隊外に下宿することがある。）で生活し兵営に通勤していたが、一般の下士官兵は営内居住が義務付られており、中隊に数箇ある内務班と称する居住単位に分かれて生活していた。所属中隊外に勤務場所を持つ（部隊本部や医務室、工場など）勤務者も必ず自分の寝台を所属中隊の内務班に持っており、食事と睡眠は内務班に帰って摂るのが原則であった。食事、睡眠、被服・携帯兵器の手入・保管、私物の保管、生活上の躾、朝晩の点呼は内務班で行われた。日露戦争以前は給養班と呼ばれており、給養とは主に食事・被服の配給を意味している。当時の外国軍隊も同様な営内居住組織を持っていた。下士官は兵の大部屋に同居せず、数名ごとに大部屋隣接の下士官室に起居していた。中隊附で内務班に所属しない営内居住の曹長は個室を与えられ、そこで起居していたが、古参の軍曹も空きがある場合は個室を与えられる場合があった。
内務班は兵舎の真ん中にある廊下と向かい合わせにした部屋（兵14人程度を収容できる）2つで1個班とする説（建築規格からして1部屋の片方の壁際に寝台を間隔を含め7台置けるので）もあるが、実際には人数は決まっておらず、向かい合わせにした部屋を使わず1部屋の場合もあり、様々であった。動員時には部隊に於いて複数の臨時部隊を編成するため大量の応召兵が入隊して来てスシ詰め状態となり、蚕棚と俗称される2段寝台が使用されたり、それでも足りぬ時には寝台を取払い床に布団をぎっしり並べることすらあった。更に戦時の要員が増えると近所の学校や寺院、民家を借りて分宿することがあった。しかし平時にはカラの内務班スペースができていることが多く、そこに兵を集めて中隊長の訓話など学科（座学）や、天候が悪い時の屋内教練が行われた。班長は軍曹であり、軍曹の下に班附として伍長が二人付いた。

### 兵舎の配置
長方形の箱型2階建木造が兵舎の基本形態で、その規格は陸軍省で決めていたが、明治時代からの古い兵舎や麻布3連隊（東京市麻布区にあった歩兵第3連隊）のような3階建以上の鉄筋コンクリート造、荷運搬用エレベーター付の近代的兵舎もあった。しかし大抵は木造2階建瓦葺の規格兵舎で、通常は大隊ごとに4箇中隊が入る大きなものが主流だった。営庭を囲むように兵舎と倉庫、工場、砲廠などが並んでおり、正門に近いところに部隊本部があるのが標準的な兵営の配置であったが、必ずしもその通り画一的になっていたとは限らず、古い連隊では江戸時代の城の門を正門としている隊もあったり、兵舎の並び方も部隊により様々なヴァリエーションがあった。一般の2階建木造兵舎の内務班のスペースは各階に設けられていたが、1階には内務班の他に中隊長室・将校室・特務曹長室・曹長室・当番控室・事務室・兵器庫・被服庫・陣営具庫・雑庫などがあった。一般に木造兵舎には数箇中隊が入居していたが、1箇中隊しか入らない小さい兵舎（後から増設された歩兵砲中隊や機関銃中隊、通信隊などが主に入居）もあり、必ずしも画一的ではなかった。営庭に向かった方角を舎前と云い、こちらが玄関口である。厠と面洗所は舎後（兵舎の裏側）に兵舎から離れて建ててあり、そこまでは裏口から石敷・屋根附の渡廊下があった。炊事場、浴場と物干場（『ぶっかんば』と読む。現在の自衛隊でも同じ）は各中隊共同のものがあった。炊事場は定員の多い歩兵部隊などは複数ある場合もあり、1号炊事、2号炊事などと呼んだ。衣食住車両馬匹に関する建物は兵舎の裏側に位置しており、兵営の正門から入ると先ず部隊本部が見え、営庭に進むと周囲に兵舎が見え、他の建物はその背後にあり、弾薬庫は更に遠くに隔離された場所に配置されているという風景である。

### 兵舎の内部配置
長方形の兵舎の真ん中には、長辺の左右方向に貫通廊下があり、廊下の両側に壁で仕切った居住用の部屋があって、廊下を挟んで対面する2部屋が1内務班となっていた。部屋の廊下に面した側に壁は無く、出入口の左右に小銃（近衛騎兵は槍が加わる）を並べて置く素通しの横長の銃架がしつらえてあった。営庭に向いた部屋を舎前側、反対側の方を舎後側と呼び、それぞれ硝子窓があり、各部屋の壁際に寝台を並べた。多くの部隊では足が壁に向くように枕を置いたが、これは就寝中の兵の顔を確認するためにそうしてあった。部屋の壁面の上方に長い棚があって、各兵が自分の被服・背嚢・手箱（私物入れ）を整頓して置き、棚の下方に打ってある釘に軍靴・雑嚢などの装具類を吊るした。その置方は決まっており、一糸の乱れも許されず常に整理整頓を心掛けるように指導された。寝具（掛布団は無く毛布）は寝台の上に畳んで置いた。寝台の列に挟まれた中央のスペースには長椅子と長机があり、そこで食事、兵器・被服手入などを行った。部屋の窓際には兵器手入用の油脂容器等を置いた机があることが多い。適当な場所に痰壺や煙管入（吸殻入）が置かれ、照明は天井から吊るした裸電球である。カーテンはなかった。冬にはダルマ・ストーブが置かれ、夏には各人蚊帳を吊った。軍学校・酷寒地を除き部屋と廊下の間には扉はなく素通しである。
消燈時には中隊の兵から交代当番で不寝番を出し、中隊の出入口や兵舎の要所に立哨させ、また各内務班を巡回させた。その監督は中隊の週番士官（夜間泊込み）が行った。早朝に出勤する炊事当番などは、この不寝番の兵が目覚し代りをして起こした。中隊には個人所有のもの以外は時計がなく、必要な通知は部隊本部で吹くラッパ号音によって行った。いわく起床、点呼、食事、集合、消燈の類である。命令系統にある上官、即ち中隊の兵が所属する各級団隊長（師団長から始まって中隊長まで）の官姓名を書いた紙は、これを暗記させるため内務班や1階の玄関口にある石廊下と呼ばれる石敷きの土間に、中隊の標語と共に貼ってあった。軍隊では個人のプライバシーはなく、手箱（私物箱）の中身や書信も上官が勝手に検査でき、居室も立入ができた。兵が遠慮なく閉じこもれる唯一の場所は厠（便所）の仕切の中であった。

### 点呼
点呼では、全班員が班内に整列し、週番下士官を帯同して巡回してくる週番士官に対し班長が員数報告をすることになっていた。
班長「気を付け！」と号令を掛け、週番士官に室内の敬礼をし、「第〇内務班、総員〇〇名、事故〇名、現在員〇〇名、番号！」班の下士官兵順に番号を唱える。班長「事故は炊事〇、厩〇、医務室〇、計〇名異常ありません」云々の報告を受けて、員数の確認をするのである。
こうして兵が現在どこに居るかは常に完全に把握されていなくてはならなかったので、兵が所用で内務班を離れる時は、行先（要すれば理由も）を上級者に告げる必要があった。特に初年兵（入隊1年目の訓練中の兵）はこれを厳しく躾けられた。トイレに行くにも「〇〇二等兵、厠（かわや）に行って参りますっ」と古参兵に大声で告げてから行くのである。しかし古参兵（在営二年次以上）になると点呼の時にそこに居ればよいので、行先も告げず適当に兵営の中をうろつきまわることができた。

### 休暇と休業、外出
日曜と正月は軍の官衙も部隊も休業で将校は週番を除いて出勤せず、営内居住の下士官兵は外出ができた。下士官は外泊ができたが、兵卒は正月休業以外は許可されない。許可は中隊の人事掛が出した。正月は実家に帰省したが、日曜は大抵が盛場に出かけ、食事をして映画演劇を鑑賞したり、遊郭で遊んだりした。帰営の刻限に遅刻すると営倉に入れられた。
公用の外出を命ぜられると公用腕章を着け営外に出た。
病気になると、軍医から休業を命ぜられ、内務班に居残って療養に専念した。熱発すると昼間でも就寝を許可された。重症となれば部隊の医務室に入室となり、さらに医務室で手におえない場合は最寄りの衛戍病院（駐屯地の部隊が合同で維持する病院、のちに陸軍病院と改称）に搬送された。

### 食
食事は入隊年次の若い兵（たいてい初年兵、初年兵が居ない場合は手すきの兵）が「飯上げ」と称し、中隊週番上等兵の指揮のもとに隊伍を組んで部隊炊事場に取りに行き、主に食缶というバケツ（明治の頃には桶）に入れて内務班に持ち帰った。手で提げるほか、天秤棒や大八車、昭和に入るとリヤカーなどが使われた。食事の配膳・分配・食缶の洗浄と炊事場への返納なども内務班ごとに行った。下士官は食事を隣接の下士官室で摂るので、初年兵が盆に載せそこまで持参した。下士官室には扉があり、内務班の部屋を小規模にしたような造りで、寝台、棚などの他に事務机と一人掛椅子がそれぞれに用意されていた。班長の軍曹と班付の伍長が2～3人で居住していたが、曹長は一人で1室に居住しており、古参軍曹は部屋に空きがあると、やはり一人部屋となっていた。日常的には下士官は食事をそれらの自室で摂った。稀に下士官が兵の食卓について共に食事することがあった。食事作法の躾も厳しく、箸の上げ下ろしなども古兵が指導した。これは演習で民間に宿泊する際に国軍の兵士として見苦しくない行儀作法を行うようにするためである。部隊の大食堂というものは無い。外国軍隊では中隊ごとに食堂を持つところが多い。内務班での食事が終わると初年兵が食器を洗い、食缶を炊事場に返納した。食缶がきれいに洗われていないと、炊事当番の兵隊から叱責された。
食事献立は炊事場から出た案を部隊本部の経理委員が見て決めるので、部隊によりその時どきの食糧事情により異なっていたが、兵食の定量が陸軍省により全軍一律に定められていて、摂取カロリーに過不足の無いようになっていた。食材は経理委員が駐屯地の民間人より購入した。朝食・昼食とも一汁一菜が多く、夕食は肉類も出た。たまに洋食が出ることもあり、民間で貧しい暮らしをしていた者には初めて口にしたメニューもあったという。正月には雑煮などおせち料理が出、部隊記念日には酒が配給された。営外に長期間の演習に出る時には携帯口糧（缶詰、乾麺麭など）を支給されたが、隊長の命令がないと食べられなかった。飯盒炊爨の訓練もあったが、大抵は部隊から握飯と沢庵などが届けられた。
炊事は部隊本部の經理委員の配下にある炊事場でまとめて行われ、下士官兵に睨みの利く古参軍曹の炊事班長が取り仕切っていた。炊事軍曹を経験すると曹長への進級が近いとされていた。調理の専門教育と炊事専門兵は存在しなかった。炊事班長は食事伝票の整理や出入りの民間業者の相手と云った事務作業に忙殺されており、実際の調理に携わる事はない。調理作業の実際は各中隊から送り込まれてきた「炊事当番」という名の兵隊が行った。入営するまで包丁を握ったことのない者が多く、行届いた料理はできない。いったん炊事当番を命ぜられると除隊までそのまま続ける場合がほとんどであった。起床ラッパの鳴る遥か以前から炊事場に出掛け、夜は遅くまで内務班に帰れず、上等兵にもなれないため、あまり人気のある仕事ではなかった。飯は蒸気釜で焚いたので、大きなボイラーが炊事場にあり、それで浴場の湯もまかなった。炊事場のそばに浴場が附属しており、炊事班長はまた浴場の管理者でもあった。
将校は炊事場の兵食は食べず、将校集会所で毎昼、私費の会食をし、民間業者の仕出しに頼ることが多かった。営外居住者（将校准士官、古参の曹長）が炊事場の兵食を摂った場合は、食事伝票が切られて炊事軍曹に回り、その代金が俸給・月給から差引となった。営内居住の下士官兵の食事は無料であるが、その分だけ月給が安くなっていた。
酒保は兵用のものがあって、部隊本部の酒保委員が管理運営していた。酒類（日本酒、ビール）、飲物（みかん水・瓶入コーヒーなど）､スナック（アンパン・大福・稲荷寿司・おでん・饂飩など）、日用品（手拭・絵葉書・便箋・鉛筆・チリ紙・褌など）の雑貨を販売しており、酒保当番の兵が店番をする部隊もあれば、民間業者が入っているところもあった。初年兵は最初の訓練期間中（大抵は1期検閲まで）は立入禁止となっており、それが解禁となっても怖い古年次兵が充満しているところには入り難く、寝台戦友の古兵が代りに菓子を買ってきて初年兵の寝台の毛布の下に黙って入れて置いたりした（消灯後に毛布を被って密かに食べられるように）。下士官は別に下士官集会所を持っており、専らそこの酒保を使用していた。また将校は宿泊施設附の将校集会所を持っており、高等司令部の所在地には別に偕行社という将校倶楽部があって、安価に軍装などを入手できた。
初年兵は厳しい教練で体格が成長するので食事量が多く常に空腹であったが、逆に古参兵はそれほど食事量を摂らなくとも済むので、食べ残す者さえあり、どうしても残飯が出た。それらは炊事場に返納されるが、部隊ではこれを民間の残飯業者に払い下げ、業者は養豚場に卸すが、東京などの大都会では貧民街の残飯屋に卸し、雑炊にしたり、飯だけを量り売りにした。そのため部隊では口をつけた飯と口をつけていない飯を区分して払下げするようにしていた。残飯屋では、それぞれを下等・上等として異なる売値を付けて小売したのである。

### 掃除
掃除は毎朝、初年兵が一斉に行った。雑巾掛、掃掃除を行ったが、藁を固めたものや石で床を磨くことも行われた。班内掃除の他、週番上等兵が募集する厠掃除、営庭の雑草取などの使役に出ることもしばしばあった。蚤・虱・鼠などの害虫退治は、軍医の指示で大規模に行うことがあった。
兵舎の衛生状態は当時の民間居住空間と同じ程度であったが、特徴的なのは虱などの害虫が発生しやすいことと、兵舎独特の匂いであった。兵器装具の革・金属部分を油脂で手入するためその匂いが立込め、被服には汗が染みついており（兵は昼間の襦袢袴下のまま就寝しそのまま起きてきて、いちいち寝間着に着替えることはしない）、多忙な初年兵は念入りに入浴をしないために体臭が加わり、上等兵候補者は間稽古（補習）のため自分の服を洗濯する暇もないので汗の乾いた塩の吹いたものを着ている有様であったため、民間人が兵舎に足を踏み入れると印象に残ったことのひとつに、この兵舎独特の匂いを挙げる者が多かった。

### 衣
兵が内務班で日常着ていた軍服は、何年も着古され修繕されてきたもので、営内服と呼ばれていた。外出時、衛兵勤務に就く場合、演習に出る時、出征する時など、世間の目に触れる場合には上等の服を着るようになっていた。一装、二装、三装と区分呼称があり、一装は新品または新品同様品で儀仗ないし出征時に着用、二装は程度のよい中古品で外部の人の目に触れる場所に出る際（衛兵勤務や演習、外出、分遣など）に着用、三装が上記の営内服と呼ばれる着古した中古品で補修の継布のあたった色の褪めたものが多く、内輪の普段着・作業着として使用された。工兵など特科の兵隊はこの他に作業衣が支給された。歩兵でも歩兵砲中隊など馬匹を扱う兵は作業衣が別に支給された。これをたとえに使って、「娑婆にでれば一装の嫁さんをもらって云々」とか「特さん（特務曹長）のカカアは二装の乙ってところだな」などというふうに使った。下着の褌、手拭、ハンカチ、歯ブラシ、チリ紙などは私物の類に入り、支給されなかったので、自分で酒保の売店や外出時に寄る民間の店で購入する必要があった。
通常着用する服は各兵が自分で保管手入した。寝台の壁際にある棚に四角に畳んで重ねて置いた。上等の服は中隊の被服掛下士官が中隊被服庫で保管し、更に豫備の服は部隊本部の経理委員が部隊被服倉庫で備蓄保管していた。服制が変わっても旧制の被服は耐用年数が過ぎるまで着用されていた。そのため日露戦争後も黒軍服を着ている写眞が散見される。今次大戦中に於いても、将校や古参下士官が折り襟ではなく立襟の旧式軍服を着用している例がある。
繕いは簡単なものは兵隊が自分で行った。針・糸・鋏が支給され、初年兵の時にボタン附けや綻びの縫あわせ、カラーの縫付かたなどを教わる。洗濯は各兵が自分で行った。初年兵は寝台戦友の古兵の分もついでに洗ったり繕ったりした。洗濯物は物干場で干したが、盗まれないように見張当番を置いた。
班内において屋内で使われる上靴は古い編上靴を部隊の工場で改造したものである。兵舎から外に出る時はやはり工場加工の短靴の営内靴、教練や衛兵勤務時、兵営外に出る時は歩兵の場合は編上靴、乗馬兵種では半長靴となる。但し不寝番・週番勤務、武装時などには編上靴や長靴など土足のままで兵舎内を往来した。将校は通常、土足であった。靴は靴箱というものはなく、各自が自分の寝台のある所定位置に保管していた。
兵舎内では無帽であるが、兵舎外に出る時には原則として帽子を被らなければならなかった。陸軍礼式令により着帽時と無帽時で敬礼の仕方が違っていた。
帯革（ベルト）、そして当初は兵器扱いだった防毒面と鉄帽は被服として管理された。部隊には経理部の縫工長、靴工長が付属しており、被服工場で各中隊から集めた縫工兵・靴工兵・民間人を使い被服の修繕や改造に従事していた。

### 内務班の人事管理
中隊の内務班を監督するのは中隊人事掛特務曹長（のちの准尉）と、その配下の内務班長であり、他の将校准士官が口出しすることはなかった。事務を扱う経理掛、兵器掛、被服掛、陣営具掛といった下士官も内務班の運営に口出しはしない。内務班に日常的に顔を出す将校は、朝夕に週番将校が点呼を取りに来るくらいで、他には殆どなかった。下士官兵の生活空間である内務班に将校・上級下士官が頻繁に顔を出すのは、異常事態と受取られた。将校もその辺は心得ており、教練・学科などで顔を合わす他は兵と直接会話をする機会を自らつくろうとはしなかった。中隊附将校の少中尉は自分に付いた当番兵や教育助手の下士官と接触があるくらいだった。
最も兵と接触の多いのは各内務班長の軍曹であり、これを統括する人事掛特務曹長である。人事掛は中隊の兵のみならず下士官の人事管理も行い、兵の身上調査書を管理し、初年兵に入隊後の面接を行って家族・特技・学歴・性質・生活環境など個人情報を把握し、中隊長とは常に密接に連絡をとって下士官兵の進級序列を決めた。内務班長は兵の成績・素行・性質など営内生活の評価を人事掛に報告する。少佐に進級を控えた古参の中隊長や、陸軍大学校出で短期間しか実施部隊に在籍しない腰掛中隊長ともなると中隊の運営は信頼できる老練古参の人事掛に任せきりで、自分は適当に判子を押すだけということもあった。そのため中隊人事掛が下士官兵に及ぼす影響力は絶大で、上等兵進級や特業決定（誰をラッパ手や炊事当番などにするかを決める）、はては野戦部隊転属候補者の選別もその指先ひとつで決った。

### 内務班の教育体制
2年現役制では、班の兵は二年兵と初年兵から成っており、二年兵は初年兵を指導するものとされた。班では上等兵のうちから初年兵掛を任命し、初年兵の日常生活の躾をさせた。班長・班附の下士官は内務班の隣に別に下士官室（数名同居）を持っていて、そこで起居していたが、あまり内務班そのものには出現せず、専ら初年兵掛が班内の統制をとっていた。更に一人の初年兵につき一人の2年兵が「戦友」として割当てられ、隣同士の寝台で起居を共にした。そのため「寝台戦友」とも云った。初年兵は自分の「戦友」の身の廻りの世話を焼き、洗濯・靴磨など雑用を引受けた。古年次兵の戦友も初年兵が出入りを制限されている酒保から菓子を買ってきて差入れたり、私的制裁から保護したりして、面倒をみた。初年兵は礼儀作法、申告のしかた、被服の着方と手入れ、兵器の手入れ、箸の上げ下ろしから、掃除のしかた、被服寝具の畳み方、官給品紛失時の調達法、外出時の遊び方など表ワザから裏ワザまで、兵隊の日常生活に必要なノウハウを内務班の戦友と初年兵掛から教わった。
教練は班ごとで行なわれるのではなく、中隊の初年兵を中隊附将校から出る初年兵掛教官が教育計画に従って行い、最初は中隊の初年兵を適宜に区分して分隊規模、教育期間が進むにつれて小隊規模、中隊規模と進んでいく。大抵の部隊では中隊附将校のうち最下級の少尉がその役についた。班長・班付は助教として教官の補助をし、更に二年兵のうちから助手が出て模範動作をするなどして教育を補助した。これとは別に二年兵を教育する教官もいる。
一年志願兵（のちの幹部候補生）や師範学校卒業者の短期現役兵、原隊入営中の幼年学校生徒などはそれだけを集めた内務班（古兵が2~3名附く）を構成することもあったが、普通の内務班に混入することもあり、兵科兵種、部隊や時代によって異なる。
動員下令時には応召兵が班に入ってくるので、通常の班内秩序が崩壊し、幹部の統制が及ばない混乱が生ずることもあった。また今次大戦の終戦近くなると、根こそぎ動員のため学徒兵と中年ないし体格劣弱の補充兵が大量に班内に起居することになり、幹部もほとんどが老若取混ぜた予備役応召者で、人間関係にさまざまな葛藤が生じた。

### 内務班は戦時編成小隊や分隊に移行しない
日本陸軍の歩兵連隊等においては平時編制では中隊の下の小隊や分隊は存在せず、戦時編制になった時に初めてそれらが編成される。また人数的にも平時では定数の半数程度の人員のみで構成されている。内務班に所属するのは基本的に徴兵検査で選抜されて兵役を送る現役兵であり、動員が下令され戦時編制となった時点で召集令状によって召集された応召兵が配属されて初めて定数に達する。このため内務班に収容しきれない応召兵を兵営近辺の学校・寺社・旅館などに分宿させることが行われた。召集には臨時召集、充員召集、演習召集、教育召集などがあり、令状用紙の色が違っていたのが、部隊の増設が相次いだ第二次大戦では、赤い紙を使った臨時召集令状が大量に交付されたため、「赤紙」が召集令状の代名詞となった。
組織的には平戦時を問わず、出動する際に中隊長が命令して小隊と分隊が編成されることになる。戦時名簿が準備され、出動兵員それぞれに役割が命令される。小隊長は平時に中隊附となっていた中尉や少尉であり、分隊長は中隊附の下士官である。兵科兵種により部署の割当方に精粗あり、歩兵では機関銃手・擲弾筒手・弾藥手など重火器を取扱う兵を平時から決めてあるが他の兵は一括りに小銃手となっていたり、砲兵では平時より細かく出動の際の配置を予め決めてあり、誰それは何番砲手、何番砲車御者などと砲操作・弾藥補給・砲車弾薬車運転・観測・通信・伝令に必要な要員を即座に組めるようにしてある。幹部が不足している場合は小隊長に准尉（特務曹長）・見習士官（曹長）・曹長をあて、分隊長に古参の上等兵を充てることもあった。応急出動の場合は、中隊長がとりあえず下士官兵を営庭に整列させ、小隊長・分隊長を指名して、それに分属する兵を、ここから何人目までは第1分隊と指名するなど臨機の方法で編成を行った。戦場においては損害の多い小隊分隊どうしを一つの隊に集成することもあった。

### 内務班の明文規定
内務班に於ける行動規範は、歩兵内務書（1872年、後に軍隊内務書（1888年）、軍隊内務令（1943年）と改められる）で決まっていた。最後の軍隊内務令では17章362条にわたって様々なことが事細かに規定されていた。内務書が詳細になったのは日露戦争後である。この頃から兵営を家父長制の家庭とみなして入隊者を教育しようとする意図が出てきたとみられる。

### 私的制裁
新兵の躾教育は、この内務班で行われた。内務班で「しごき」と私的制裁が横行したことは良く知られている。部隊の兵は連隊区ごとに徴兵し同地方出身者のみで構成されるので、私的制裁にも地方ごとの特徴が出ており、東北地方には全く制裁のない穏やかな部隊もあった。また兵科兵種により「しごき」の程度も種類も異なっていた。鉄道連隊では人身事故防止のため、演習出場のたびに古参兵が初年兵全員にビンタを見舞い緊張させて、注意散漫となるのを防いだと云われている。私的制裁が行われる時刻は、夕方の点呼後、消灯までの1時間程度のあいだであったが、日中に初年兵がしでかした失態の連帯責任を問う形で行われる場合と、以下に述べる「鶯の谷渡り」や「せみ」などを初年兵全員に座興で強制して、その出来栄えが悪い場合に「びんた」をとると云った形で行われる場合があった。
典型的な私的制裁は「びんた」であるが、平手で顔面を殴打する比較的軽微なものから、上靴（革製スリッパ）やベルトを用いるものまであった。左右の頬を交互に殴打する「往復びんた」、二名を対面させて交互に殴打させる「対抗びんた」というものもあった。拳を固めたり、蹴ったり、足を払うというのは見られなかった。そうすれば医務室行きの怪我をして入室し、制裁した者が逆に咎められるおそれがあったからである。
寝台の下を潜らせ、「ホーホケキョ」と云わせ、次の寝台を飛び越えて、再びその次の寝台の下を潜って、再び鶯の鳴き声をさせ（鳴くときに直立不動にさせることもある）、これを全寝台にわたり行わせるという「鶯の谷渡り」と称するもの。これは身体的な苦痛と共に屈辱感を味わわせる意図がある。
班内の銃架の端にある天井までの太い柱に上らせて、これに取りついたままセミの鳴き声を延々と立てさせる「蝉」もその類である。
銃架を遊郭の格子に見立て遊女の客引きの真似をさせるもの、女性から本人に来た私信を大声で読み上げさせるもの。これは羞恥と屈辱感を味わわせるのが目的である。
長机と長机の間の隙間に立たせ、両手を机について体を浮かせ、足で自転車のペダルを漕ぐマネをさせる「自転車伝令」。これは長時間たつと疲労するが、これに加えて坂に差し掛かったので漕ぐのを早めろとか、子供がいるのでベルを鳴らせと云って「リンリン」と口真似させたり、向こうから上官が来たから敬礼せよと注文をつけて、片手を机から離して敬礼する途端に体が傾くのを慌てて、また支え体勢を立て直す滑稽なさまを見て、見物の古年兵が喜ぶというものもある。
「編隊飛行」は複数の初年兵に一斉に調子を取って腕立て伏せをさせ、そのさい「ぶんぶん」と口で飛行機の爆音を真似させて、一斉動作が乱れると叱責する。
他には、銃の手入・保管が疎かだった者（清掃が不十分、清掃終了時に引金を引いて撃茎発条を戻すことを忘れる等）に捧げ銃をさせて、例えば「三八式歩兵銃殿、お休め申さずして自分が悪くありました、どうかお許し頂きたくあります」と何度も繰返し延々と唱えさせるもの、鼻を銃の槓桿に例えてねじるもの。
その他
「体前ささえ」
飛行兵や少年兵に対して行われた。腕立て伏せの体を上げた姿勢で、延々と説教を受ける。海軍でもひろく行われた。
「バケツ持ち」
学校のように両手に水の入ったバケツを持ってたたされるが、立つ場所は階段の下、斜めになったところに中腰でたたされる。
真冬でおもに掃除をサボった兵に対して行われた。バケツが廊下に付いたり、頭が階段の下に付くと鞭で脚を払われこぼれた水を
拭き掃除しなければならなかった。
班内の古兵や他班を巡回させて、その理由をいちいち述べさせビンタを懇願させるもの。殴られるまでは許されない。その際に屈辱的な仮装や物真似をさせることが多い。靴の手入が疎かだった者に靴を紐で首からぶらさげ他班を四つ這いで巡回させる、など。
初年兵掛上等兵や古年兵が初年兵全員を班内に整列させて、その日の些細な落度を咎め立てしてはビンタをとることは日常的に行われた。古年兵の威を知らしめ絶対服従状態に置くためとも、また日常起居動作の緊張を促すためにともいうのであるが、このような緊張状態に常に置くことで、戦場での困難な状況に対処できる強い精神力をつけさせるという教育的効果があり、更に戦場に於ける上級者の命令を反射的に実行できるようにするための訓練であるとされていた。
これは民間の村落で若衆宿の習慣のある地方では、そのイニシエーション儀式を内務班に導入したものではないかと考えられる。軍隊は若者を鍛える修業の場であり、初年兵時代を切抜けられたら、その後の人生に於いても、どんなに苦しいことにあっても我慢でき切抜けられる度胸がつくとの理由で正当化が図られていたものと推測し得る。また戦前の民間社会に於いては体罰やしごきは、徒弟制度とあいまって日常的に見られたものであり、小僧さんや見習職人は上級者からヤキを入れられたりしながら一人前になるとされる認識が存在した。学校に於いても教師が生徒にビンタをはったり、頭を小突いたり、出席簿で叩いたり、白墨を投げつけたり、水で満杯にしたバケツを両手に提げてそれをこぼさずに廊下に立たせたりなどは当然の教育的指導とみなされ全く問題とされなかった。また気風の荒い中学校(旧制）では生徒同士でも互いに「鉄拳制裁」と称し、軟弱であったり卑劣と看做された者を上級生や同級生が集団で制裁（暴行）することが別段に問題とされずに行われていた。内務班では、ある程度まで私的制裁が進むと、下士官や上級者の止め役がでてきて、「うるさくて寝られんぞ、いい加減に寝かせてくれ」などと云ったり、寝台戦友が出てきて「俺の顔に免じて許してやってくれ」などとなだめて中断させた。また私的制裁の始まる時間（夕方の点呼後消灯までの小一時間）になると班長が初年兵を日替わり交代で下士官室の雑役（寝具の用意など）に呼び、作業終了後も四方山話を口実に（実際は何も雑談らしきものはせず黙っているだけ）タバコ等吸わせて留め置き、制裁が終わった消灯後に初めて内務班に返すというように庇護したりした。余りに私的制裁が過ぎた結果として、初年兵などは脱走したり自殺したりすることもあるので、このような抑制が必要不可欠であった。もし脱走事件や自殺事件が起き憲兵隊が関与することがあれば中隊幹部の考課進級に悪影響が出るからである。
私的制裁の部類に入らないもの、即ち教育上半ば公然と認められていたものとしては、整理整頓が悪い者の被服・寝具を木銃などを使い棚や寝台から叩き落として床に散乱させたり、洗濯していない枕に金魚の絵を色チョークで描いたり（金魚が水を欲しがっている、つまり、洗濯せよ、という意）、教練で失態を犯した者に営庭を駆足で周回させたり遠い弾薬庫まで往復させたり、体前支えや腕立伏、逆立ちなどを長時間強制したり、実包射撃で薬莢を回収しなかった者に薬莢が見つかるまで捜させ内務班に帰るのを許さない、というものがあった。また中隊人事掛が特定の兵を懲戒する目的で連続不寝番や連続衛兵勤務につけたり、外出を制限したりした。野戦部隊では不良兵や弱兵をより条件の悪い他部隊の補充に転属させてお払箱にすることも行われた。
私的制裁は新兵の教育上、必要悪と看做されており、表立って奨励はされなかったが、黙認されていた。しかし古参兵の気晴らしや、私的な怨恨のために行われるという側面もあって、どこまでが教育的指導なのか、どこまでが単なる「いじめ」なのかの境界は判然としなかったのが実情である。

#### 補足
黙認されている私的制裁は、主に1期の検閲終了までの期間に集中して行われた。未だ不慣れで殴る口実に事欠かないためであるが、2期の検閲が終わり初年兵が一等兵に進級すると私的制裁は減る傾向にあった。また、戦地および外征している部隊ではさらに少なくなった。一説には実弾が手に入りやすいためともいわれている。

#### 補足2
官民離間（軍隊を嫌がる）の元凶だとして東条英機が私的制裁を禁じても、朝礼で中隊長が制裁の根絶を説いても無くならなかった、私的制裁の無い班があった、指揮系統である階級に依らず指揮権に弊害でしかない年次に依った、敗戦後の収容所でも別の形で暴力支配が行われた、この時も将校には暴力支配が無かった、加虐嗜好が個人に見い出される場合がある（この点は将校も同じ）等から、新兵教育を理由とすることに疑問がある。軍人精神の涵養を理由に暴力が正当化されたと、山本七平はみる。

### 呼びかけ方
平時の部隊では、初年兵が古参の一等兵に呼びかける時は、「古兵殿」「何年兵殿」（たとえば相手が在営2年目ならば二年兵殿）と呼び、間違っても「一等兵殿」とは云わなかった。その一等兵の同年兵が幾人か上等兵になっているので、相手の劣等感を刺激して睨まれることになる可能性が大であるから、それはタブーとされていた。相手が上等兵の場合は古兵殿とは云わずに「上等兵殿」と等級名で呼んだ。上級兵が下級兵に呼びかける時や、同年兵どうしは、苗字で呼ぶ。但し、徴兵猶予期限が切れて入営してきた年長者は、非公式に古参兵・同年兵から、さん付けで呼ばれることがあった。
下級下士官一般に対しては「班長殿」、「分隊長殿」（出動時）などと呼ぶが、上級下士官には「曹長殿」「特務曹長殿」（ないしは准尉殿）と階級名で呼んだ。将校には「教官殿」（中隊附の中少尉に対し）、「小隊長殿」（出動時）「中隊長殿」「隊長殿」（中隊長の略称）（大尉殿とは云わない）、大隊長殿、連隊長殿。単に部隊附の場合は階級名で「少佐殿」「中佐殿」。将官に対しては、「旅団長閣下」「師団長閣下」と補職名に閣下を付けて呼ぶのが一般であった。下級者が上級者に対し、職名に苗字を付けて呼びかけるのは、他者と区別する必要ある場合以外は余り聞かない。
軍人はステレオタイプの軍隊用語ばかり喋っていたと思われているが、民間人の使う呼びかけ方も非公式の場では用いられており、「貴様」「俺」、「おまえ」「自分」、「貴官」「小官」ばかり使っていたわけではないのは留意しておくべきであろう。「君」「僕」、「私」「貴方」、「てめえ、おめえ」「わし」、「貴公」「吾輩」など、階級の上下を問わず私的空間では、言葉遣いは状況に応じてかなり柔軟に変化した。更に方言は遠慮なく使われており、かろうじて明治の建軍時に長州方言が陸軍の標準語として流通したのが、その後の公式の軍隊言葉を特徴づけているだけで、地方の諸部隊の内務班や中隊事務室では遠慮なく方言が日常語として使用されていた。部隊の兵は同一の連隊区（徴兵管区）から集められ、それ以外の連隊区からは徴募しないため、大阪の部隊は准士官以下は大阪弁であり、青森の部隊は津軽弁だったりするのである。将校に対する時（将校の所属部隊は出身地にかかわりなく陸軍省の都合で決めるので他地方の出身者である場合が多い）や他地方の部隊と接触する時などには軍隊用語でないと通用しないため、軍人は「であります」調の言葉遣を教育されて、いちおう喋れるのであるが、訛が強すぎて折角の軍隊言葉が他地方の兵には聞取れなかったりすることがあった。全国から兵が集まる実施学校の嚮導隊などでは、そのようなことが起こった。

## 自衛隊

### 概要
現在の自衛隊にも内務班に似た組織が置かれており、海上自衛隊、航空自衛隊では旧日本軍と同じ内務班という名称が引き継がれ、陸上自衛隊では営内班と呼ばれている。基地（駐屯地）の敷地内に存在し、主に独身の若い士、曹、若しくは単身赴任者が居住している。航空自衛隊では「航空自衛隊基地服務規則」（平成5年2月22日航空自衛隊達第6号）などに基き、内務班の目的として、部隊等の長又は基地司令等は、部隊等の団結の基礎を確立し、基地内生活の主眼の具現徹底を図るとともに、勤務時間外における人員の掌握を容易にするため、営舎内に居住する空曹及び空士（以下「営内者」という。）をもって、適宜内務班を編成し、内務班に班長を置く。と挙げている。
営内者は内務班（営内班）での団体生活を通し、先輩隊員、後輩隊員との団結を図り、自衛隊生活の基礎的生活を実施し、またその指導を実施している。内務班（営内班）は部隊での指揮とは異なり、高度な自治を求められる組織である。そのため内務班（営内班）にはそれを統率する長が置かれ、内務班（営内班）の頂点に立つ曹は内務班長（営内班長）として、営内者を指導監督することにより、服務規律の維持を図っている。
内務班（営内班）の形態は三自衛隊、基地（駐屯地）、部隊ごとに大きなばらつきがあり、多様を極める。基本的に入隊数年未満の若い士は4～10人部屋、ある程度の経験を積んだ古参の士や曹は2～4人部屋、内務班（営内班）長や単身赴任者は個室が与えられる傾向にある。但し入隊数年未満の士を教育するために、若い曹が部屋長として若い士の居室に入るケースもある。一部では士の段階で個室、若しくはパーティションで仕切られた半個室を与えられるケースもある。
曹長以下の自衛官は原則として部隊長等が指定する場所である居住区（営内隊舎）に居住する義務を有する（自衛隊法「指定場所に居住する義務」」）が、以下のいずれかを満たせば、申請により営舎外居住が許可（申請が許可された場合、そこが指定場所となる）される。
1. 独身者は2曹以上、かつ、年齢30歳以上で一定以上の貯蓄があるなど金銭的に余裕があり適当と部隊長が認める者[11]
2. 入隊後一定の年数を経て、親族の扶養等の理由により営舎外居住が適当であると部隊長が認めた者[12]

上記の他、女性自衛官の所属人員が少なく、駐（分）屯地に女性自衛官用居住区が設けられていない場合は当該部隊長の裁量で営外居住が認められる。また、分屯地等で隊舎に余裕が無い場合や、自衛隊地方協力本部に勤務する独身3曹の広報官・本部勤務を命ぜられた士長は営外が居住場所に指定される場合がある。
その他幹部においても所属長が必要と判断した場合においては営内居住が認められるケースがあり、離島等駐屯地・基地外等に相応の居住住宅が確保できない場合において営内居住となる例がある。また、教育訓練等で入校においては営外居住とならず学生用営内隊舎において居住することになる。

#### 居室
部隊の特性・隊舎の空き状況に応じて居室の使用状況は異なり、隊舎に余裕がある部隊は1人につきベッドの他にロッカーや机等を置くスペースが与えられるが、あまり余裕が無い部隊においては1ヶ所の部屋（およそ10畳）を4人~6人程度で共有する例がある。また、基本的に営内と勤務場所は別になっており、隊舎改修・新築予算が下りた場合は近代的なマンションタイプの隊舎が営内用に建設される傾向にあるが、近年の予算不足及び輝号計画の廃止に伴いワンルームマンションの広さの区画を2人で共有する場合もある。

### 外出に関して
内務班（営内班）員が基地（駐屯地）の外に出ることを「外出」と呼ぶ。外出には許可が必要なため申請書を作成しなくてはならず、陸上自衛隊では原則として所属している部隊長の決裁（許可印）が必要である。航空自衛隊では部隊長の決裁は必要なく、小隊長クラスの決裁で済む部隊もある。海上自衛隊では艦艇勤務に従事している隊員が多く、陸上勤務の隊員を除き、そもそも外出という概念が存在しない。艦艇勤務の隊員は「外出」に相当する言葉として「上陸」という言葉を用いる。
陸上自衛隊及び海上自衛隊では営内者全員が外出することはできず、毎日ある程度の残留枠が設けられている。航空自衛隊においては、戦闘機部隊ではアラート待機の機体に不具合が発生した事態、輸送航空隊では急患輸送や災害派遣に備え、飛行隊の整備職種の人員のみが数名残留に指定される。
また外泊を伴う週末の外出に関しては「特別外出（特外）」と呼ばれ、階級によって回数制限が設けられている。海上自衛隊、航空自衛隊にはこのような制度は存在しない。
原則として問題行動を起こした隊員は営外居住している場合は営内に戻される場合もあり、また営内者は外出が制限（実際は禁止）される。
以下に現行規則における外出の門限（帰隊時間）等を記述する。
- 陸上自衛隊

1. 2等陸士：平日は21時30分までの間、特別外出（週末）に関しては月に1回まで[19]
2. 1等陸士：平日は21時30分までの間、特別外出（週末）に関しては月に2回まで[20]
3. 陸士長：平日は21時30分までの間、特別外出（週末）に関しては無制限若しくは月に5回まで[21]
4. 陸曹：平日は24時までの間。特別外出（週末）に関しては無制限[22]

- 海上自衛隊

海上自衛官の上陸等に関する達及び海上自衛官の上陸等に関する達の改正の趣旨及び運用上の留意事項について（通達）に定められている。
- 航空自衛隊

1. 入隊3年未満の空士（修養内務班員）：平日は21時30分までの間、週末に関しては次の出勤日の前日の21時30分まで（無制限）[23]
2. 入隊3年以上の空士：平日は24時までの間、週末に関しては次の出勤日の前日の24時まで（無制限）[24]
3. 空曹：平日、週末に限らず次の出勤日の朝まで（無制限）

### 外出許可権者
原則として中隊長等の所属長が許可権を持っているが、以下の例外に関してはそれぞれの長が許可権を有する（外出証に捺印される所属長印は当該部隊長の印となる）
- 陸上幕僚監部に所属する隊員：陸上幕僚長
- 方面総監部に所属する隊員：方面総監
- 学校等に所属する隊員：学校長
- 機関に所属する隊員：それぞれの機関の長
- 師団・旅団・団のうちそれぞれの司令部・本部等の直轄組織に勤務する隊員：師団（旅団・団）長等
- 連隊・群等の隷下部隊でありながら中隊等に所属していない隊員：連隊長等
- 連隊・群等の隷下大隊に所属しているが、中隊等の部隊には所属していない隊員[25]：大隊長等
- 連隊等隷下に編成された教育隊等の臨時部隊：当該部隊長[26]
- 1等陸佐または2等陸佐が指揮官の隊編成の部隊に所属する隊員で隷下に中隊等が編成されていない部隊：当該部隊長

### 外出証
コピー用紙に印刷されたものをラミネート加工しており、主に普通外出・週末等外出・特別外出・公用外出に区分される。外出証には必ず部隊名・駐屯地名及び部隊長印が捺印されており、不正に作成出できないよう処理されている。課業中は隊付准尉等、課業外は当直幹部より交付される。（ ）内は外出証等の色区分
- 普通外出（白色）：勤務終了後から規定された時間までの当日外出
- 週末等外出（黄色若しくは朱色）：勤務終了後から次の勤務日前日までの週末等公休日に複数日に跨がった外出で外泊が許可[29]
- 特別外出（朱色若しくは赤）：新たな服務体制施行後は週末等外出に分類されるが勤務時間における特段の事情等で外出が必要な場合や平日の代休日等に使用
- 公用外出（水色若しくは青）：公的な用件等を駐屯地外にて行う際に必要な外出証であり、官公庁及び銀行・郵便局等へ公的な用件等での外出時に使用される[30]。

### 休暇証・代休休暇証
主に年次・病気等で休暇を付与された際に使用する証明書で、営内者が使用する。申請部分と許可部分に分かれており申請時は申請部分に階級氏名と期間に行先を記入し所属部隊等の指揮系統順及び訓練・給養担当者に許可印を貰い、最後に付准尉・先任陸曹等の許可を得て所属長の許可印を受ける。許可部分は許可印を受けたあとに切り取り位置に割印を行うなどの処置後当該部分を切り離し申請者に交付される。外出証と同様に営門通過時に必要で、使用後は休暇が許可された期日までに当直若しくは付准尉に返納しなければならない。PCの普及に伴い複製が容易になった観点から所属長の許可印は従来の個人名印から部隊長印へ変更されている。代休時は一部簡略された代休休暇証と呼ばれるものを別途交付している部隊も存在していた。営外者は不要で専用の簿冊にて管理されている。

## 大韓民国国軍
韓国においても、長年「内務班」と呼ばれてきたが、2005年に「生活館」に名称が変更された。